# Clusiosoma partitum
Clusiosoma partitum är en tvåvingeart som beskrevs av Malloch 1939. Clusiosoma partitum ingår i släktet Clusiosoma och familjen borrflugor. Inga underarter finns listade i Catalogue of Life.